# RSC Anderlecht in het seizoen 1980/81

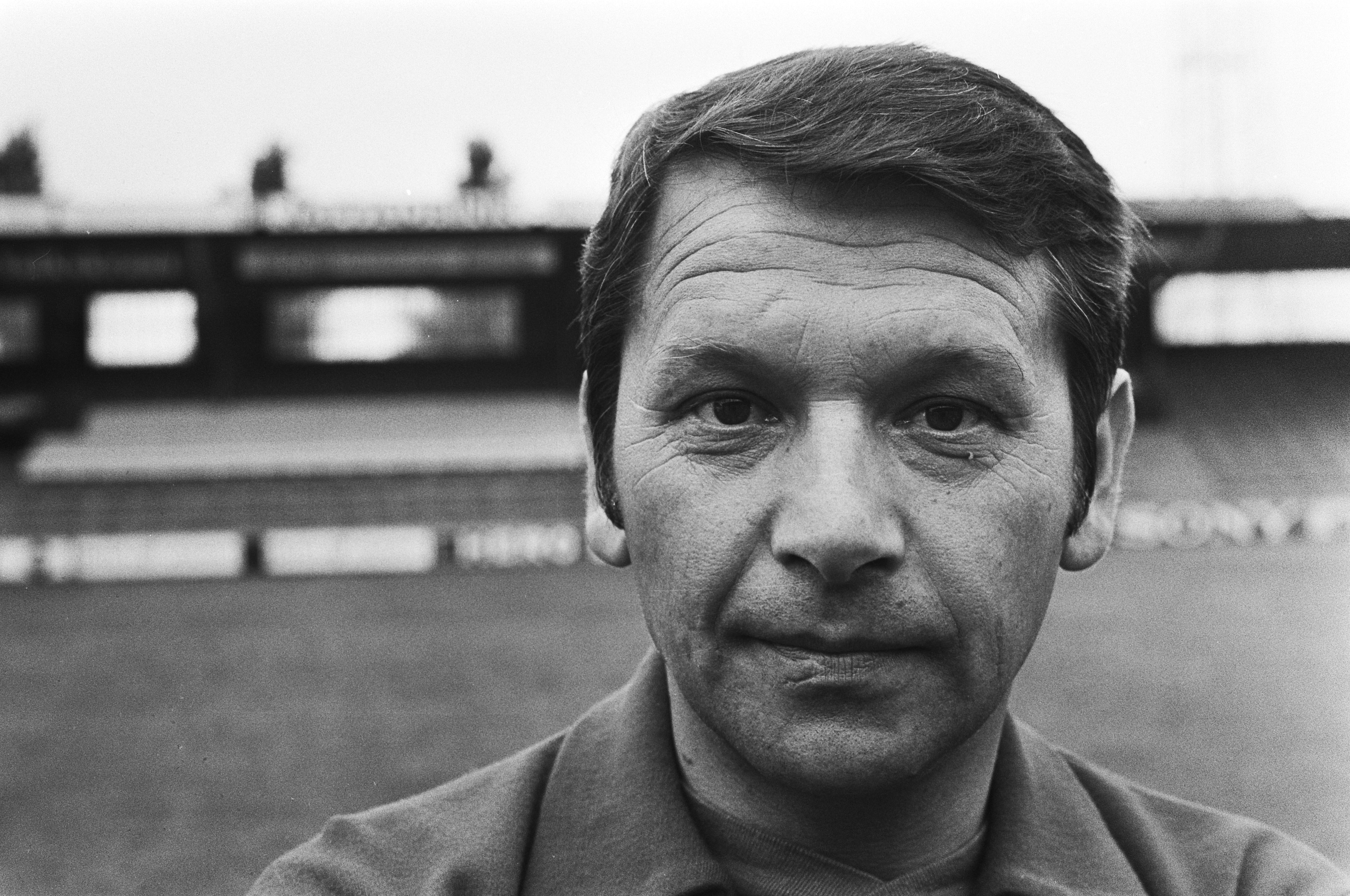
Tomislav Ivić introduceerde een nieuw soort voetbal in Anderlecht.

RSC Anderlecht ging in het seizoen 1980/81 op zoek naar zijn eerste landstitel sinds 1974. De club rekende daarbij op succescoach Tomislav Ivić, die eerder al bij Hajduk Split en Ajax had gewerkt. De Joegoslaaf hamerde op sportieve en tactische discipline. Hij stond bekend als een verdedigend ingestelde coach die garant stond voor goede resultaten. Na enkele jaren onder Raymond Goethals en Urbain Braems betekende de komst van Ivić een heuse ommekeer.
Anderlecht zette ook in op enkele nieuwe krachten. Ivić haalde bij zijn ex-club Hajduk verdediger Luka Peruzović weg en bij RWDM de ervaren libero Morten Olsen. De Deen was al 31 jaar toen hij naar Anderlecht verhuisde. In de winterperiode haalde nieuwbakken manager Michel Verschueren de Spaanse balgoochelaar Juan Lozano weg bij het Amerikaanse Washington Diplomats. Hij noemde het later zijn beste transfer ooit. Daarnaast nam Anderlecht ook afscheid van enkele oudgedienden. Met het vertrek van Rob Rensenbrink, François Van der Elst, Gilbert Van Binst en Nico De Bree maakte paars-wit plaats voor een nieuwe generatie.
Ivić stelde niet teleur. Hij liet zijn team zwaar trainen en voerde nieuwe systemen in. Aanvankelijk leidde dat niet meteen tot succes, maar Ivić panikeerde niet. Sterker nog, toen Anderlecht in september 1980 met 4-1 verloor van KSK Beveren voorspelde de Joegoslaaf zelfs dat paars-wit kampioen zou worden. Anderlecht sloot het seizoen af met 11 punten voorsprong op vicekampioen KSC Lokeren.
In de beker kende Anderlecht minder succes. In de tweede ronde werd Anderlecht uitgeschakeld na een 1-0 nederlaag tegen titelverdediger Waterschei.
Ook in de UEFA Cup stond het spelsysteem van Ivić nog niet op punt. Reeds in de eerste ronde werden de Brusselaars uit het toernooi gewipt door FC Kaiserslautern. De Duitsers wonnen de heenwedstrijd met 1-0 en hadden daarom in de terugwedstrijd genoeg aan een 3-2 nederlaag.
Het seizoen 1980/81 was het laatste met shirtsponsor Belle-Vue en het eerste onder manager Michel Verschueren.

## Spelerskern
| Naam              | Nationaliteit | Geboortedatum | Vorige club               |
| ----------------- | ------------- | ------------- | ------------------------- |
| Keepers           |               |               |                           |
| Jacky Munaron     | België        | 08-09-1956    | 1973-1974 FC Dinant       |
| René de Jong      | Nederland     | 17-05-1954    | 1975-1980 KSV Waregem     |
| Dirk Vekeman      | België        | 25-09-1960    | /                         |
| Verdedigers       |               |               |                           |
| Hugo Broos        | België        | 10-04-1952    | /                         |
| Michel De Groote  | België        | 18-10-1955    | 1977-1979 Club Luik       |
| Emiel Dezutter    | België        | 12-08-1960    | /                         |
| Johnny Dusbaba    | Nederland     | 14-03-1956    | 1974-1977 Ajax            |
| Raymond Jaspers   | België        | 31-08-1954    | 1975-1979 FC Beringen     |
| Morten Olsen      | Denemarken    | 14-08-1949    | 1976-1980 RWDM            |
| Luka Peruzović    | Joegoslavië   | 26-02-1952    | 1968-1980 Hajduk Split    |
| Tony Rombouts     | België        | 14-10-1952    | 1975-1979 KFC Winterslag  |
| Middenvelders     |               |               |                           |
| Jean-Claude Bouvy | Zaïre         | 19-05-1959    | 1976-1977 RE Virton       |
| Kris Ceuppens     | België        | 31-10-1959    | /                         |
| Ludo Coeck        | België        | 25-09-1955    | 1971-1972 Berchem Sport   |
| Arie Haan         | Nederland     | 16-11-1948    | 1969-1975 Ajax            |
| Wim Hofkens       | Nederland     | 27-03-1958    | 1976-1980 KSK Beveren     |
| Juan Lozano       | Spanje        | 30-08-1955    | 1980 Washington Diplomats |
| Frank Vercauteren | België        | 28-10-1956    | /                         |
| Engin Verel       | Turkije       | 15-09-1956    | 1979-1980 Hertha Berlijn  |
| Aanvallers        |               |               |                           |
| Kenneth Brylle    | Denemarken    | 22-05-1959    | 1979 Vejle BK             |
| Didier Electeur   | België        | 07-09-1960    | /                         |
| Willy Geurts      | België        | 30-01-1954    | 1976-1980 Antwerp FC      |
| Ronny Martens     | België        | 22-11-1958    | /                         |
| Benny Nielsen     | Denemarken    | 17-03-1951    | 1974-1977 RWDM            |

| Munaron Olsen Broos Peruzović Dusbaba De Groote Haan Coeck Vercauteren Brylle Nielsen *          |
| Meest gebruikte formatie. * Ook Juan Lozano en Willy Geurts speelden regelmatig op deze positie. |

### Technische staf
|                 |                      |               |
| Functie         | Naam                 | Nationaliteit |
| Coach           | Tomislav Ivić (foto) | Joegoslavië   |
| Assistent-coach | Martin Lippens       | België        |
| Kinesitherapeut | Fernand Beeckman     | België        |

## Resultaten
Een overzicht van de competities waaraan Anderlecht in het seizoen 1980-1981 deelnam.
| Seizoen 1980/81  | Seizoen 1980/81 | Seizoen 1980/81    |
| Competitie       | Resultaat       | Uitgeschakeld door |
| ---------------- | --------------- | ------------------ |
| Eerste klasse    | Kampioen        |                    |
| Beker van België | 1/16 finale     | THOR Waterschei    |
| UEFA Cup         | 1/32 finale     | FC Kaiserslautern  |

## Uitrustingen
Shirtsponsor(s): Belle·Vue

Sportmerk: adidas
| Thuis | Uit |

## Transfers

### Zomer
| Naam                  | Nationaliteit | Van/naar         | Type        |
| --------------------- | ------------- | ---------------- | ----------- |
| Inkomend              |               |                  |             |
| Emiel Dezutter        | België        | RSC Anderlecht   | Eigen jeugd |
| René de Jong          | Nederland     | KSV Waregem      | Gekocht     |
| Willy Geurts          | België        | Antwerp FC       | Gekocht     |
| Wim Hofkens           | Nederland     | KSK Beveren      | Gekocht     |
| Morten Olsen          | Denemarken    | RWDM             | Gekocht     |
| Luka Peruzović        | Joegoslavië   | Hajduk Split     | Gekocht     |
| Engin Verel           | Turkije       | Hertha Berlijn   | Gekocht     |
| Uitgaand              |               |                  |             |
| Nico de Bree          | Nederland     | FC Winterslag    | Verkocht    |
| Friedrich Koncilia    | Oostenrijk    | Austria Wien     | Verkocht    |
| Rob Rensenbrink       | Nederland     | Portland Timbers | Verkocht    |
| Gilbert Van Binst     | België        | Toulouse         | Verkocht    |
| François Van der Elst | België        | New York Cosmos  | Verkocht    |

### Winter
| Naam        | Nationaliteit | Van/naar             | Type     |
| ----------- | ------------- | -------------------- | -------- |
| Inkomend    |               |                      |          |
| Juan Lozano | Spanje        | Washington Diplomats | Verkocht |

## Competitie

### Overzicht
| Speeldag  | 1 | 2 | 3 | 4 | 5 | 6 | 7  | 8  | 9  | 10 | 11 | 12 | 13 | 14 | 15 | 16 | 17 | 18 | 19 | 20 | 21 | 22 | 23 | 24 | 25 | 26 | 27 | 28 | 29 | 30 | 31 | 32 | 33 | 34 |
| --------- | - | - | - | - | - | - | -- | -- | -- | -- | -- | -- | -- | -- | -- | -- | -- | -- | -- | -- | -- | -- | -- | -- | -- | -- | -- | -- | -- | -- | -- | -- | -- | -- |
| Resultaat | w | w | w | w | g | v | w  | w  | w  | w  | w  | w  | w  | w  | w  | v  | w  | g  | w  | w  | w  | w  | w  | g  | w  | g  | w  | g  | w  | v  | w  | w  | w  | w  |
| Punten    | 2 | 4 | 6 | 8 | 9 | 9 | 11 | 13 | 15 | 17 | 19 | 21 | 23 | 25 | 27 | 27 | 29 | 30 | 32 | 34 | 36 | 38 | 40 | 41 | 43 | 44 | 46 | 47 | 49 | 49 | 51 | 53 | 55 | 57 |

### Klassement
|         |    |                            | P  | W  | G  | V  | +  | -  | DS  | Ptn |
| ------- | -- | -------------------------- | -- | -- | -- | -- | -- | -- | --- | --- |
| K       | 1  | RSC Anderlechtois          | 34 | 26 | 5  | 3  | 83 | 24 | 59  | 57  |
| (UEFA)  | 2  | KSC Lokeren                | 34 | 20 | 6  | 8  | 74 | 36 | 38  | 46  |
| (beker) | 3  | R. Standard de Liège       | 34 | 18 | 6  | 10 | 65 | 45 | 20  | 42  |
| (UEFA)  | 4  | KSK Beveren                | 34 | 16 | 9  | 9  | 48 | 31 | 17  | 41  |
| (UEFA)  | 5  | KFC Winterslag             | 34 | 16 | 6  | 12 | 46 | 43 | 3   | 38  |
| (UEFA)  | 6  | Club Brugge KV             | 34 | 16 | 5  | 13 | 74 | 56 | 18  | 37  |
|         | 7  | RWD Molenbeek              | 34 | 14 | 7  | 13 | 49 | 50 | −1  | 35  |
|         | 8  | K. Lierse SV               | 34 | 12 | 11 | 11 | 58 | 49 | 9   | 35  |
|         | 9  | R. Antwerp FC              | 34 | 11 | 11 | 12 | 42 | 53 | −11 | 33  |
|         | 10 | AA Gent                    | 34 | 12 | 8  | 14 | 49 | 49 | 0   | 32  |
|         | 11 | KSV Waregem                | 34 | 11 | 10 | 13 | 40 | 47 | −7  | 32  |
|         | 12 | RFC Liégeois               | 34 | 11 | 9  | 14 | 53 | 44 | 9   | 31  |
|         | 13 | KV Kortrijk                | 34 | 11 | 8  | 15 | 42 | 55 | −13 | 30  |
|         | 14 | KSV Cercle Brugge          | 34 | 11 | 7  | 16 | 51 | 68 | −17 | 29  |
| D       | 15 | K. Beerschot VAV           | 34 | 10 | 6  | 18 | 42 | 55 | −13 | 26  |
|         | 16 | K. Waterschei SV Thor Genk | 34 | 10 | 5  | 19 | 54 | 77 | −23 | 25  |
|         | 17 | K. Beringen FC             | 34 | 8  | 8  | 18 | 35 | 62 | −27 | 24  |
| D       | 18 | K. Berchem Sport           | 34 | 5  | 9  | 20 | 29 | 90 | −61 | 19  |

P: wedstrijden gespeeld, W: wedstrijden gewonnen, G: gelijke spelen, V: wedstrijden verloren, +: gescoorde doelpunten, -: doelpunten tegen, DS: doelsaldo, Ptn: totaal punten
K: kampioen, D: degradeert, (beker): bekerwinnaar, (UEFA): geplaatst voor UEFA-beker

## Afbeeldingen

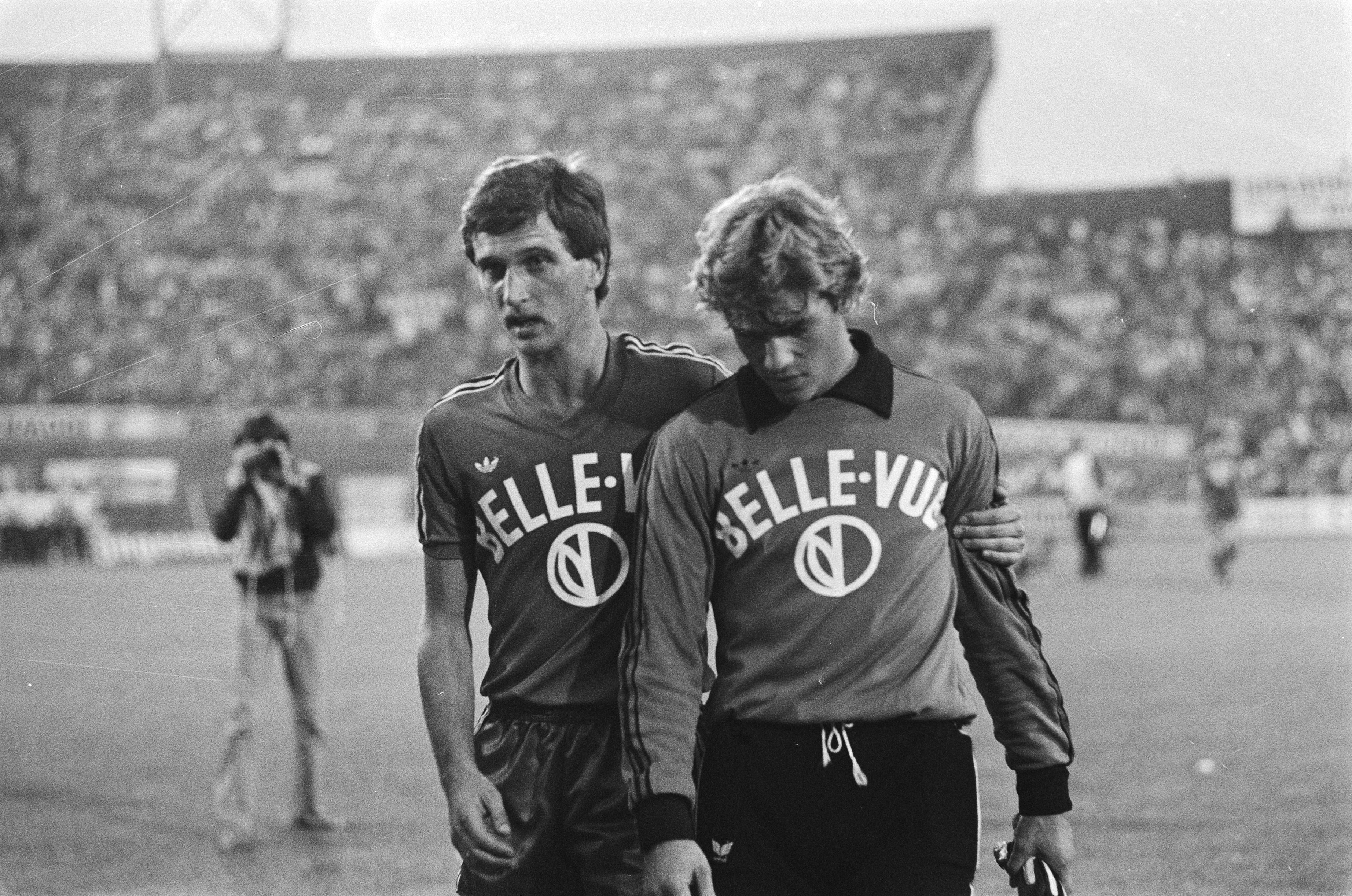
Jacky Munaron (doelman)
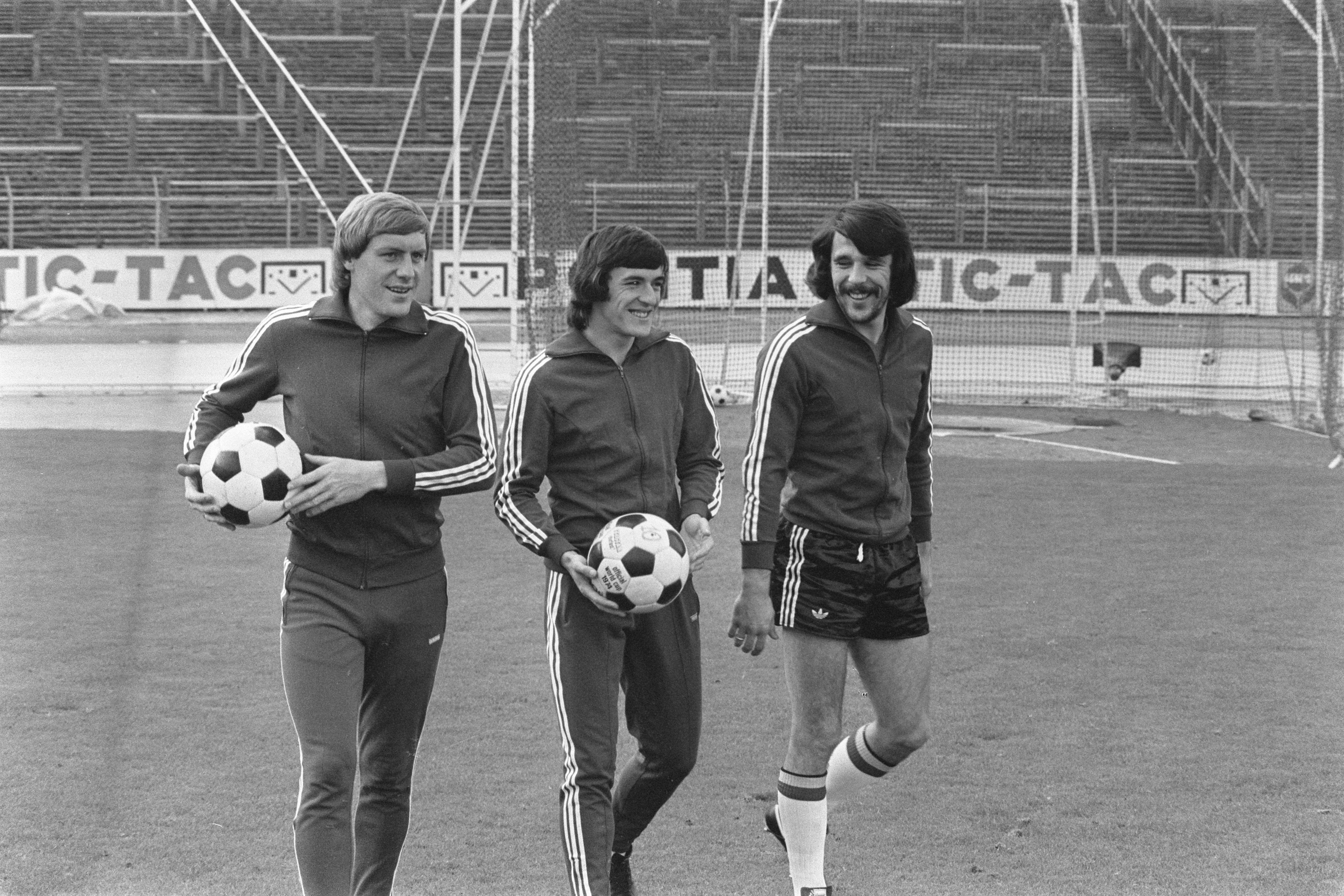
Hugo Broos (verdediger)
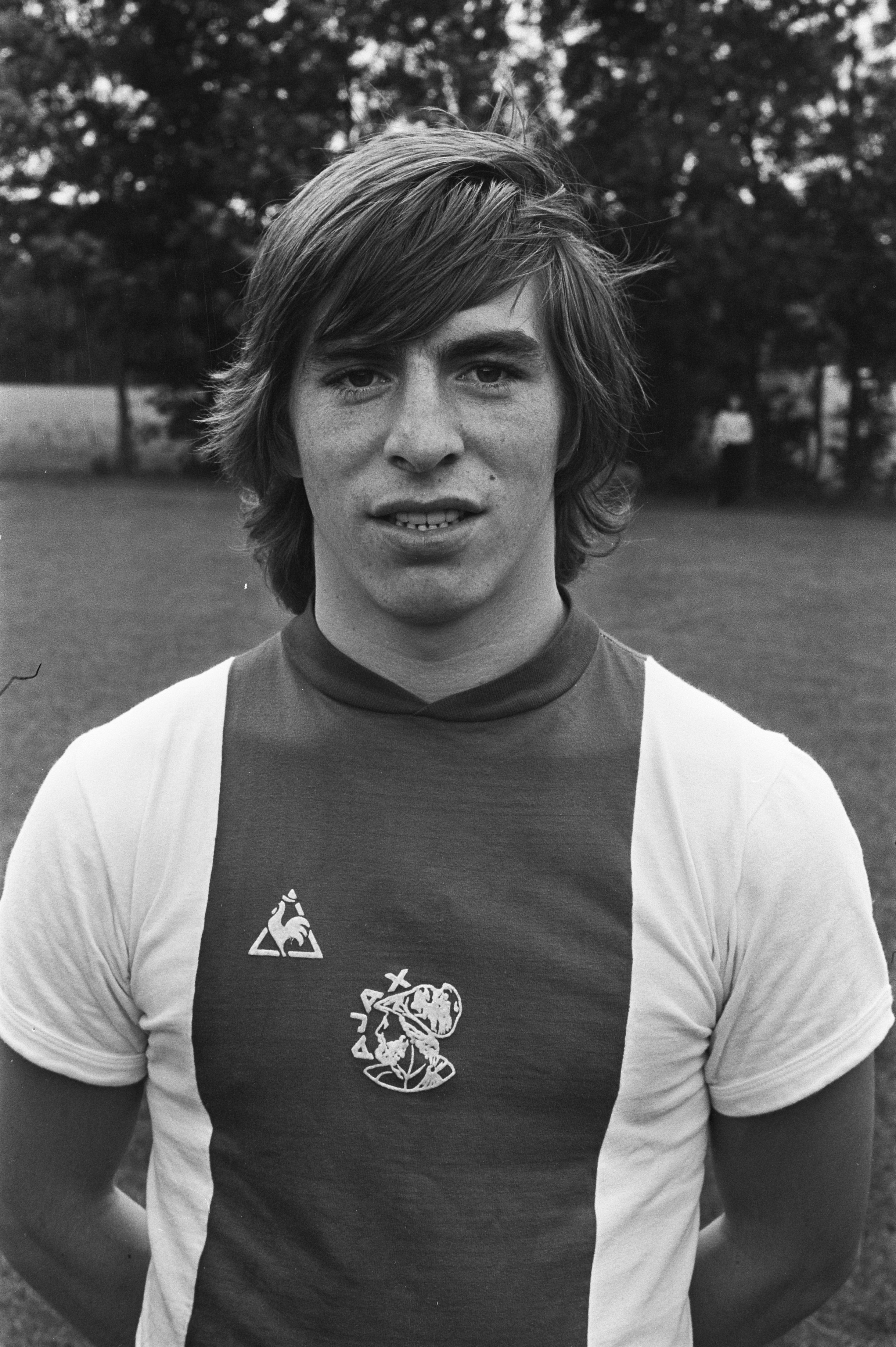
Johnny Dusbaba (verdediger)
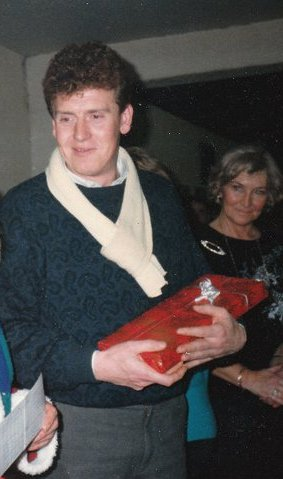
Tony Rombouts (verdediger)
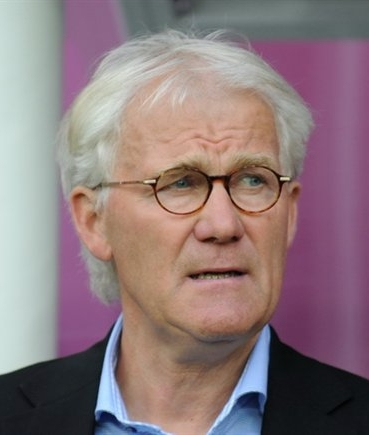
Morten Olsen (verdediger)
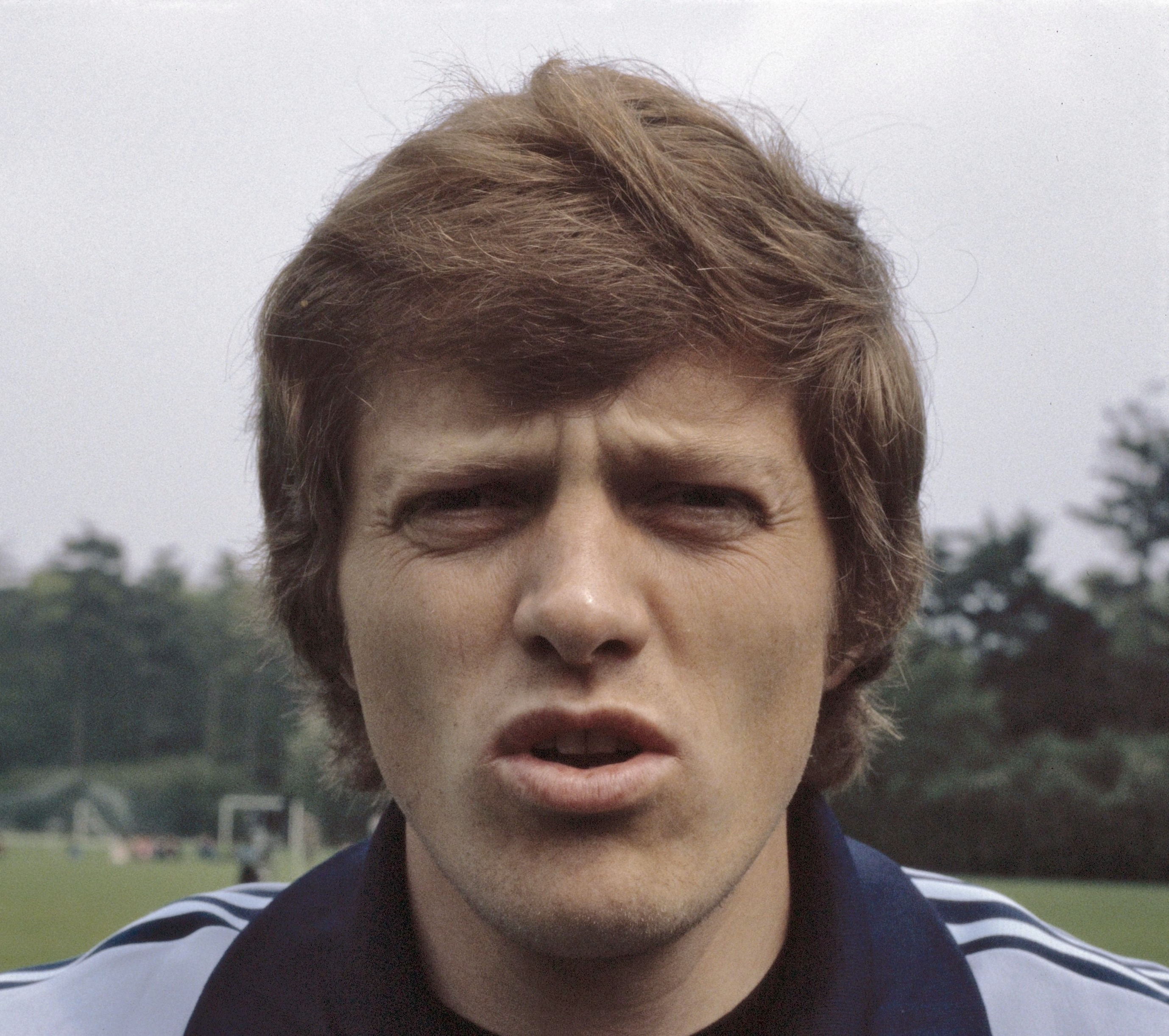
Arie Haan (middenvelder)
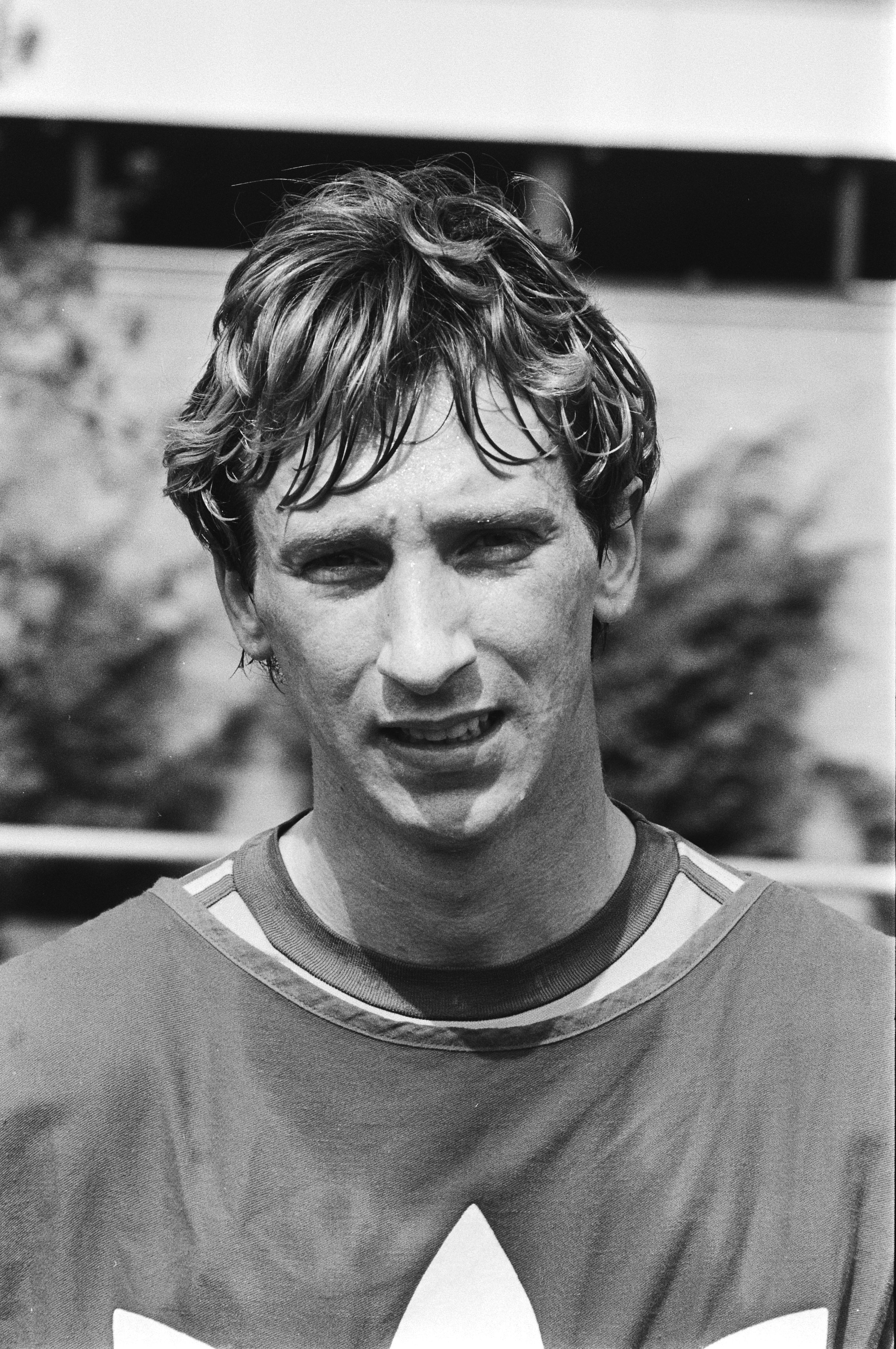
Wim Hofkens (middenvelder)
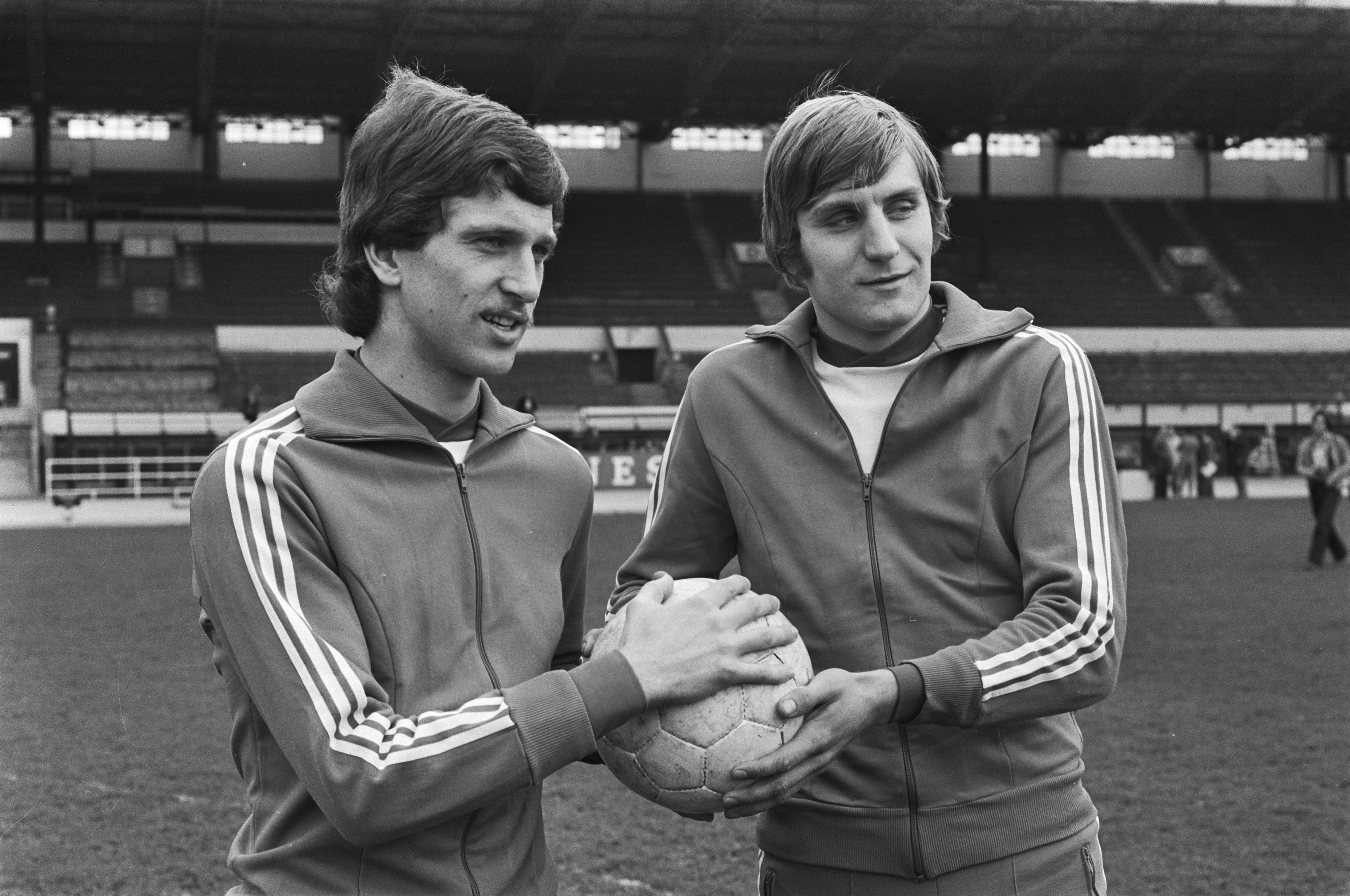
Ludo Coeck (middenvelder)
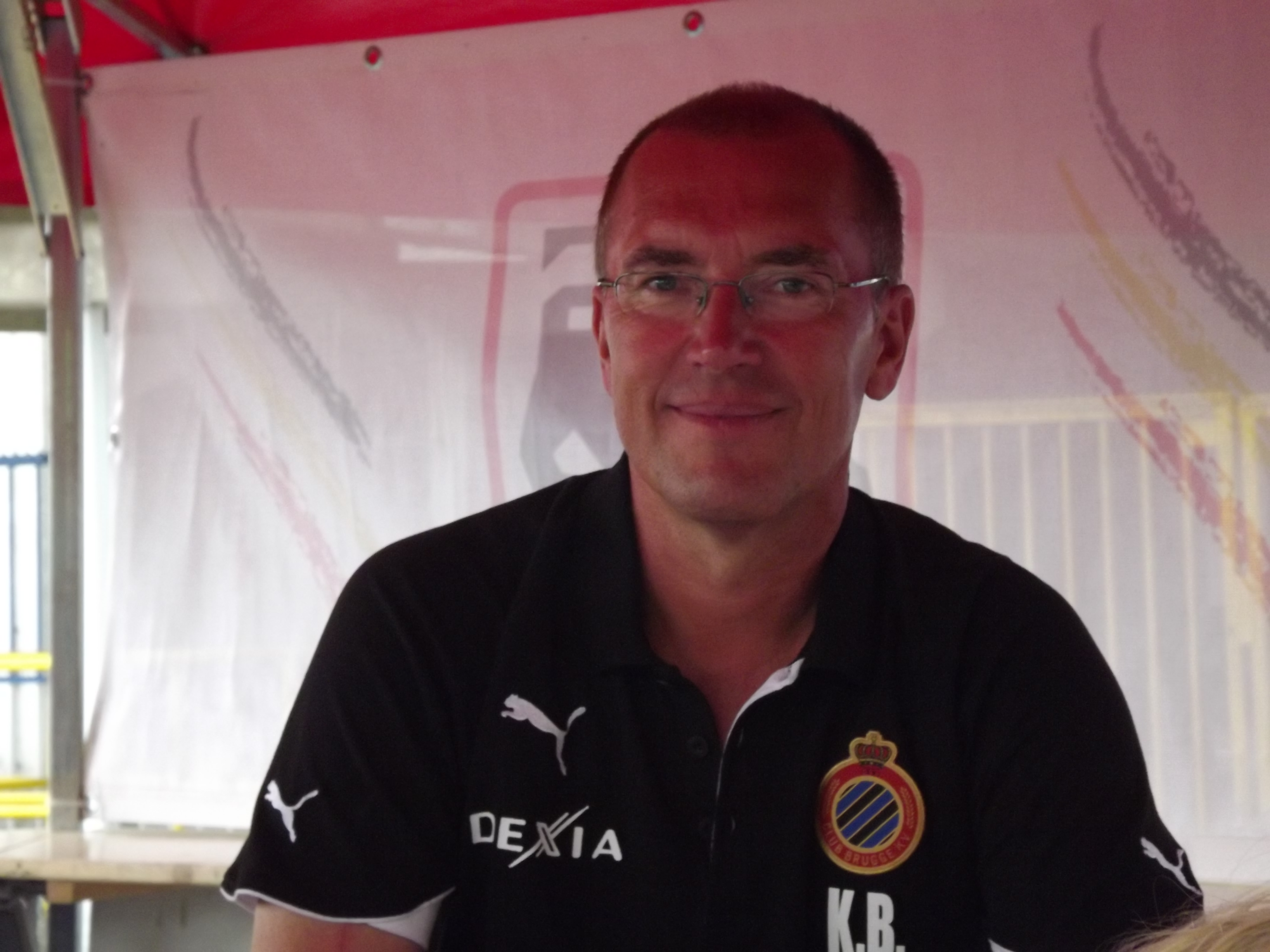
Kenneth Brylle (aanvaller)